# Portimonense SC
Portimonense Sporting Clube är en portugisisk fotbollsklubb från staden Portimão. Klubben grundades 1914 och spelar sina hemmamatcher på Estádio Municipal.

## Placering tidigare säsonger
| Säsong    | Nivå | Liga          | Placering | Referens | Notering                      |
| --------- | ---- | ------------- | --------- | -------- | ----------------------------- |
| 2010/2011 | 1    | Primeira Liga | 15        | [ 1 ]    | Nedflyttad till Segunda Liga  |
| 2011/2012 | 2    | Segunda Liga  | 16        | [ 2 ]    |                               |
| 2012/2013 | 2    | Segunda Liga  | 6         | [ 3 ]    |                               |
| 2013/2014 | 2    | Segunda Liga  | 7         | [ 4 ]    |                               |
| 2014/2015 | 2    | Segunda Liga  | 14        | [ 5 ]    |                               |
| 2015/2016 | 2    | Segunda Liga  | 4         | [ 6 ]    |                               |
| 2016/2017 | 2    | Segunda Liga  | 1         | [ 7 ]    | Uppflyttad till Primeira Liga |
| 2017/2018 | 1    | Primeira Liga | 10        | [ 8 ]    |                               |
| 2018/2019 | 1    | Primeira Liga | 12        | [ 9 ]    |                               |
| 2019/2020 | 1    | Primeira Liga | 17        | [ 10 ]   |                               |
| 2020/2021 | 1    | Primeira Liga | 14        | [ 11 ]   |                               |
| 2021/2022 | 1    | Primeira Liga | 12        | [ 12 ]   |                               |
| 2022/2023 | 1    | Primeira Liga | 15        | [ 13 ]   |                               |